# Atari 1200XL
| Atari 1200XL |
| Atari 1200XL |
| Hersteller |
| Logo von Atari, Inc. |
| Hauptentwickler |
| Mark Lutvak (Leitung), Joe Decuir (ANTIC), George McLeod (GTIA), Doug Neubauer (POKEY), Steve Mayer Research Lab (Hardware, Betriebssystem), Regan Cheng (Gehäuse) |
| Verkaufsstart und Neupreis |
| März 1983 für 899 US-Dollar |
| Einstellung der Produktion |
| Juni 1983 |
| Hauptprozessor |
| 6502 „Sally“ @ 1,79 MHz |
| Arbeitsspeicher ab Werk |
| 64 KB DRAM |
| Grafikausgabe |
| Diverse Text- und Grafikmodi 8 monochrome Sprites („Player“ und „Missiles“) Farbauswahl aus einer Palette von 256 Farben                                           |
| Tonausgabe |
| 4 Tongeneratoren (Ausgabe via TV) |
| Lieferumfang (USA) |
| Computer, Netzteil, Anleitung, zwei Styroporschalen, Verpackung |

Der Atari 1200XL ist ein Heimcomputer des US-amerikanischen Herstellers Atari, Inc. Er basiert auf einer eigens von MOS Technology, Inc. für Atari gefertigten Variante des 6502-Mikroprozessors. Man stattete diesen Rechner gleich dem direkten Konkurrenzmodell Commodore 64 mit einem damals zeitgemäßen 64 Kilobyte (KB) großen Arbeitsspeicher aus. Der Interpreter für die Programmiersprache BASIC war hingegen nicht enthalten und musste separat erworben werden.
Das Gerät kam von umfangreichen Werbekampagnen begleitet im März 1983 in den Vereinigten Staaten in den Handel. Binnen kurzer Zeit wurden Probleme mit der Ausführung von Software der Vorgängermodelle Atari 400 und Atari 800 bekannt, die auf Neuerungen am Betriebssystem und am Steckmodulschacht zurückzuführen waren. Zudem ließen sich die Erweiterungen des Atari 800 und einige Peripheriegeräte nicht mehr verwenden, weil der Atari 1200XL mit dem Ziel eines möglichst einfachen Gebrauchs als geschlossenes System konzipiert worden war.
Angesichts der Mängel und des hohen Verkaufspreises von etwa 900 US-Dollar erwarben viele Computerinteressierte stattdessen einen Konkurrenzcomputer oder einen der weiterhin angebotenen Atari 400 und 800. Letztere ließen nämlich keine Inkompatibilitäten befürchten und waren zudem im Preis gesenkt worden. Wegen der nur geringen Nachfrage verzichtete Atari auf eine internationale Vermarktung und stellte schon im Juni 1983 die Produktion des 1200XL ein.

## Geschichte

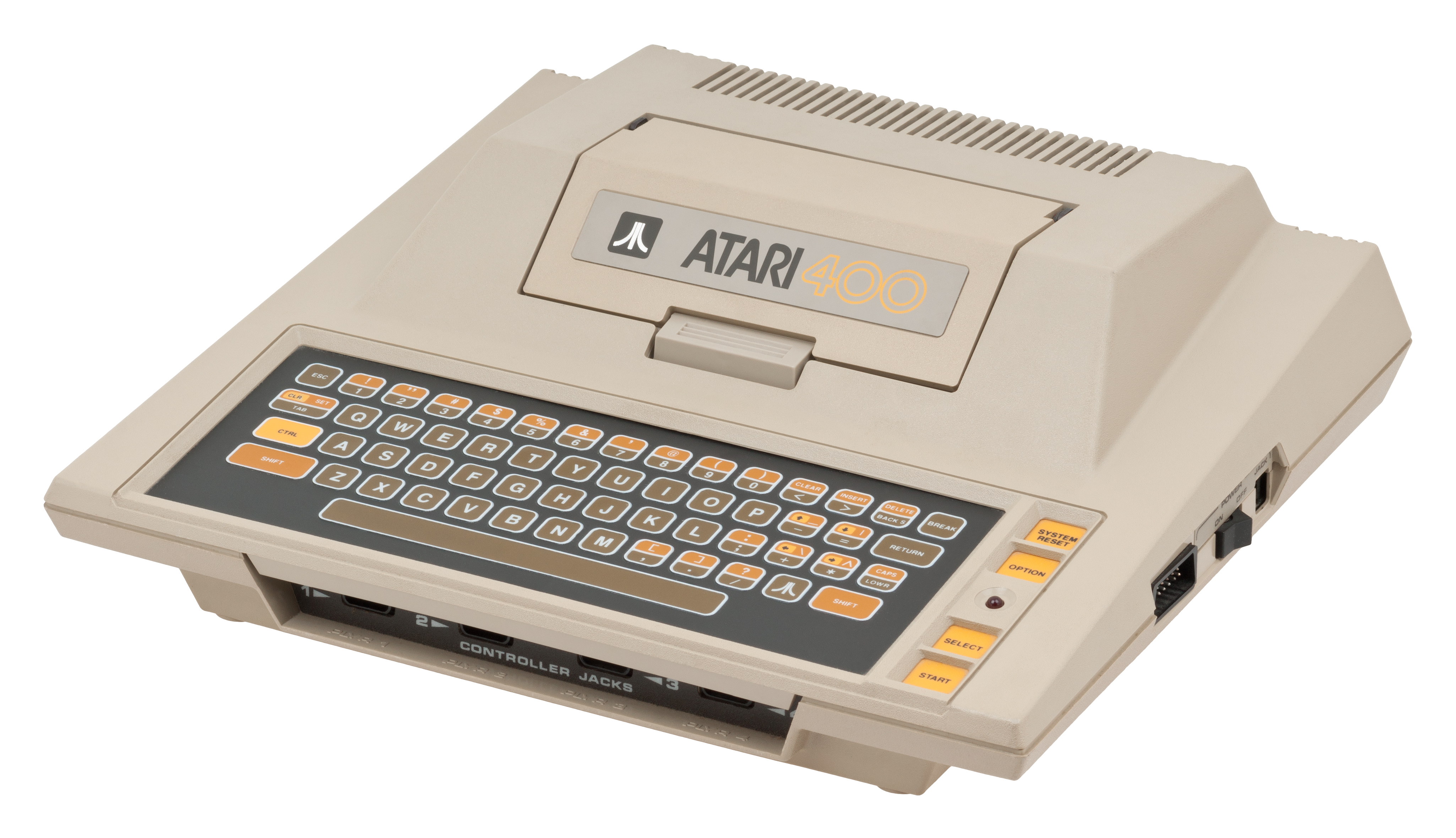
Atari 400
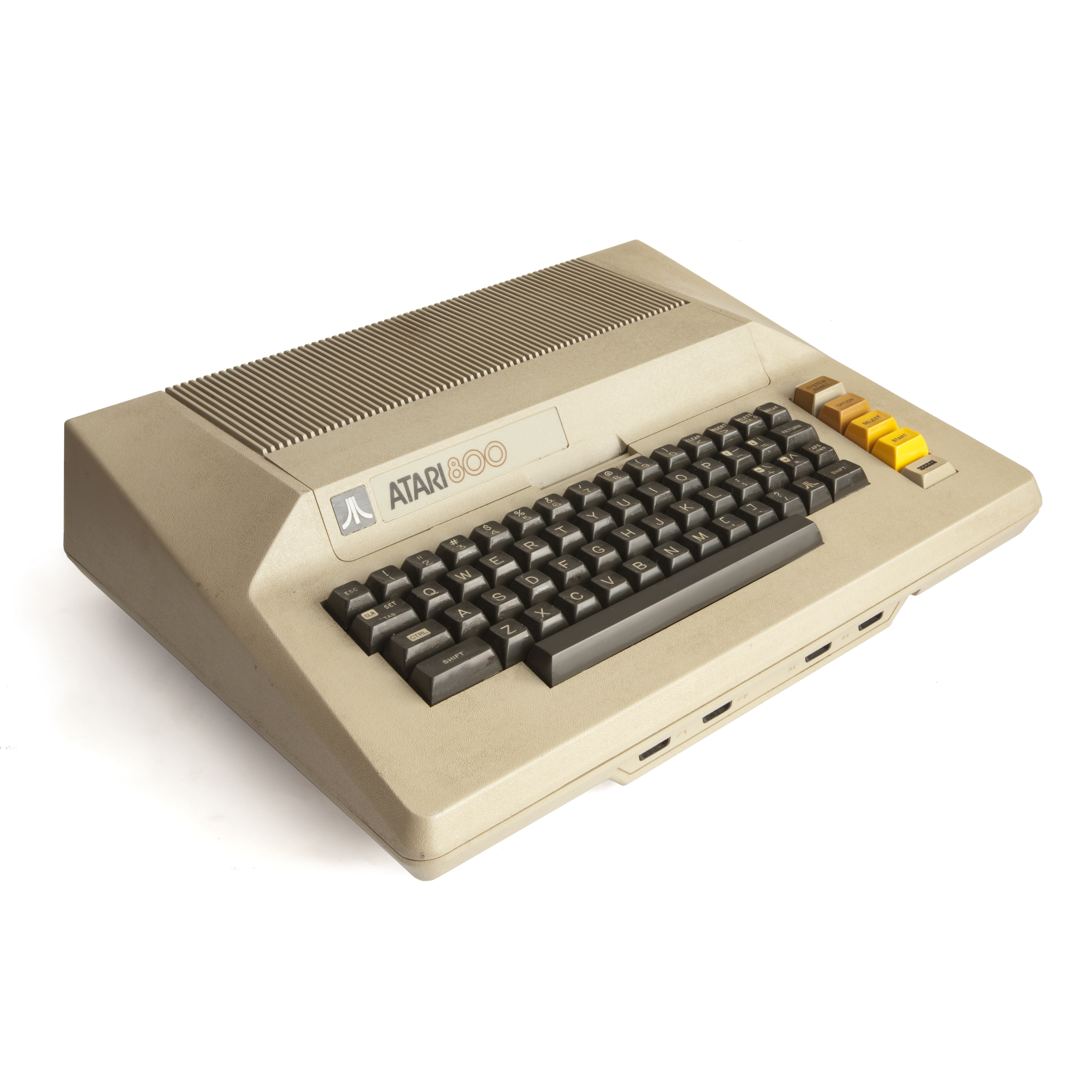
Atari 800

Nachdem die 1979 erschienenen Heimcomputer Atari 400 und 800 bereits Ende 1981 in die Jahre gekommen waren, beschloss Atari dem allgemeinen Zeitgeschmack und gestiegenen technischen Anforderungen folgend eine Überarbeitung seiner Geräte. Das verbesserte Computermodell sollte in erster Linie zu dem für Ende 1982 angekündigten Commodore 64 in Konkurrenz treten und so Ataris Marktanteile auch auf das Segment der hochwertigen Heimcomputer ausdehnen.

### Entwicklung und Prototypen
Die technische Entwicklung wurde dem auf Computer spezialisierten externen Forschungslabor Steve Mayer’s Research Lab aus New York City übertragen. Die Arbeiten am Projekt „Liz“ begannen im zweiten Quartal des Jahres 1981.

#### Projekt Liz
Ein erster Entwurf des Geräts mit der provisorischen Typenbezeichnung „Z800“ basierte weitestgehend auf der Systemarchitektur des Atari 800. Lediglich der 6502-Hauptprozessor war durch eine neue und speziell auf Ataris Systemarchitektur zugeschnittene Version ersetzt worden. Hinzu kamen neue Funktionstasten, ein Diagnoseprogramm zum Selbsttest des Computers und diverse Schnittstellen zum Anschluss von Peripheriegeräten. Die Spezifikationen für ein darauf zugeschnittenes Betriebssystem konnten Anfang Oktober fertiggestellt und die Programmierarbeiten begonnen werden. Einen Monat später starteten die Arbeiten zur Gestaltung des Gehäuses, dessen verschlanktes Design dem Zeitgeschmack besser entsprechen sollte.

#### Projekt Sweet 16
Auf Betreiben von Ataris Marketingabteilung hin wurde im Februar 1982 die Arbeitsspeicherkonfiguration auf zunächst nur 16 KB RAM festgesetzt und daran angelehnt das Projekt in „Sweet 16“ („S-16“) umbenannt. Von den vier Joystickanschlüssen der Vorgängermodelle verblieben lediglich zwei, um beispielsweise die Aktivierung des neuartigen Selbsttestes ins System integrieren zu können. Die Notwendigkeit gleich zweier Modulschächte wie beim Atari 800 entfiel durch die Einführung neuartiger Steckmodule mit bis zu 16 KB Festwertspeicher. Insbesondere mit Hinblick auf die angedachte internationale Vermarktung sollte das Betriebssystem fortan für alle Fernsehnormen gleichermaßen geeignet sein. Durch die vielen Neuerungen wuchs das Betriebssystem in seiner Größe von 10 auf 16 KB an.

Das Logo der Federal Communications Commission (FCC)

Durch die mittlerweile gelockerten US-amerikanischen Funkentstörungsvorschriften waren massive Abschirmungen wie bei den Vorgängermodellen Atari 400 und 800 unnötig geworden. Dadurch entfielen das kostenintensive Aluminiumdruckgussgehäuse und das aufwendige Verschlusssystem für den Steckmodul- und Erweiterungsschacht. Zur Senkung der Herstellungskosten erfolgte die konstruktive Umsetzung des Rechners in Form eines Einzelplatinencomputers, dessen endgültige Gestaltung sich Ataris Vorgabe eines einfachstmöglich zu bedienenden Geräts unterzuordnen hatte. Diesem Konzept fielen bereits zuvor neu konzipierte Schnittstellen und damit auch die Erweiterbarkeit durch den Benutzer zum Opfer. Da Ataris Vermarktungsabteilung für Heimcomputer vermutlich nur Aufrüstungen durch Arbeitsspeicher als überhaupt sinnvoll ansah, wurde das Gerät – wohl auch in Hinblick auf die Konkurrenzsituation – kurzerhand mit 64 KB RAM ab Werk ausgestattet und somit die zudem teure Erweiterungsschnittstelle als überflüssig erachtet.
Die Entwicklung des Computers konnte schließlich Ende Juli abgeschlossen werden und die Arbeiten zur Überführung in die Serienproduktion begonnen werden. Der Test zur elektromagnetischen Verträglichkeit wurde Anfang November bei der US-amerikanischen Federal Communications Commission (FCC) bestanden, womit einer Veröffentlichung des Geräts nichts mehr im Wege stand.

#### Umbenennung in Atari 1200XL
Der von Ataris Vermarktungsabteilung zwischenzeitlich vorgeschlagene Modellname „Atari 1000“ wurde später in „Atari 1200“ (Variante mit 16 KB Arbeitsspeicher) beziehungsweise „Atari 1200X“ (Variante mit 64 KB Arbeitsspeicher) und kurz vor der Veröffentlichung schließlich in „Atari 1200XL“ umgeändert. Wie bei der 400- und 800-Serie auch sollten die Bezeichnungen der ebenfalls neu konstruierten Peripheriegeräte auf der Produktkennzahl des Computers „1200“ basieren. Infolge von unternehmensinternen Kommunikationsproblemen orientieren sich die neuen Modellnamen – beispielsweise der des Programmrekorders „Atari 1010“ – jedoch noch an der ursprünglich vorgesehenen Bezeichnung „Atari 1000“.
Die Herstellung der ersten Geräteserie erfolgte in Ataris Fabriken im kalifornischen Sunnyvale. Von den gesamten Produktionskosten entfielen dabei anfänglich allein etwa vierzig Prozent auf die Beschaffung des Arbeitsspeichers. Zur Senkung der laufenden Kosten, insbesondere für das Personal, verlagerte Atari im April 1983 die Produktion in das Billiglohnland Taiwan.

### Vermarktung
Die erste öffentliche Präsentation des Atari 1200XL erfolgte im Rahmen einer offiziellen Pressekonferenz am 13. Dezember 1982 im Hotel The Plaza in New York. Der 1200XL wurde dabei als parallel zum Atari 800 zu vermarktender Nachfolger vorgestellt.

#### Markteinführung

Ataris 1200XL war ab März 1983 in den USA und dort vor allem bei großen Verkaufsketten wie Sears, J.C. Penney und Kmart erhältlich; der bereits auf der winterlichen Consumer Electronics Show angekündigte unverbindliche Verkaufspreis betrug 899 US-Dollar. Das Erscheinen wurde von landesweiten Werbekampagnen in Printmedien und im Fernsehen begleitet. Darin hob Atari vor allem die „einfache Programmierbarkeit der anspruchsvollen Grafik und Tonmöglichkeiten“ als branchenweites Alleinstellungsmerkmal hervor („Only the new Atari 1200Xl home computer makes sophisticated graphics and sound so easy to program“). Zudem betonte man die Benutzbarkeit der bereits mehr als 2000 Titel umfassenden Softwarebibliothek für die 400/800-Modellreihe.
Zum Erreichen der Zielgruppe der erwachsenen Computereinsteiger und videospielebegeisterten Heranwachsenden bediente sich Atari bewährter Werbestrategien. Dazu zählte eine kostenfreie Servicehotline, die potentiellen Kunden eine schnelle Klärung von Problemen und somit verringerte Berührungsängste versprach. Eine weitere übliche Maßnahme war die gezielte Platzierung von Ataris Produkten in öffentlichen und privaten Bildungseinrichtungen sowie in Computer-Ferienlagern („Computer Summer Camps“). Durch diese frühzeitige Gewöhnung der Heranwachsenden an Ataris Geräte erhoffte man sich, dass Schüler und Studenten im Rahmen späterer Privatanschaffungen auf einen Computer von Atari zurückgreifen würden.
Begleitet wurde der Verkauf des 1200XL durch neue, gestalterisch darauf abgestimmte Peripheriegeräte wie etwa den Programmrekorder Atari 1010, den Vierfarbplotter Atari 1020 und den Nadeldrucker Atari 1025. Weitere Geräte wie das Modem Atari 1030, der Kugelkopfdrucker Atari 1027 und das Diskettenlaufwerk Atari 1050 rundeten einige Monate später die Produktpalette der XL-Reihe ab.

#### Kompatibilitätsprobleme, Absatzschwierigkeiten und Produktionseinstellung
Wie sich rasch herausstellte, war der Atari 1200XL nur bedingt zu den Geräten der alten Baureihe kompatibel. Software, die Ataris Programmierempfehlungen nicht folgte, versagte unter Umständen auf dem neuen Computer ihren Dienst. Dies war hauptsächlich dem veränderten Betriebssystem geschuldet: Viele Unterprogramme waren in andere Speicherbereiche verschoben worden und deren Aufruf an der alten, aber nun ungültigen Speicheradresse führte unweigerlich zu Programmabstürzen. Atari hatte zwar programmtechnische Vorkehrungen zum Erhalt der Kompatibilität bei solchen Betriebssystemänderungen getroffen, jedoch nutzten viele unabhängige Dritthersteller aus Unkenntnis oder aus Kopierschutzgründen diese Möglichkeiten nicht. Hinzu kamen Probleme mit dem zu klein dimensionierten Modulschacht, der bei einigen Drittanbieter-Steckmodulen mit großzügiger ausgelegten Gehäuseabmessungen das Einstecken unmöglich machte. Infolge dieser nur eingeschränkten Verwendbarkeit einiger Softwaretitel mieden die meisten der potentiellen Käufer das neue Gerät. Sie schwenkten stattdessen auf die Modelle Atari 400 und 800 um, die keine Kompatibilitätsprobleme befürchten ließen und zudem preiswerter in der Anschaffung waren. Aufgrund der daraus resultierenden stark rückläufigen Verkäufe und in Anbetracht der bereits in Entwicklung befindlichen vielversprechenden Nachfolgemodelle Atari 600XL und 800XL wurde die Produktion des Atari 1200XL schließlich im Juni 1983 eingestellt. Das US-amerikanische Marktforschungsunternehmen The Yankee Group schätzte, dass 1983 etwa 50.000 Geräte abgesetzt werden konnten.

### Moderne Nachbauten
Die überschaubare Architektur des Systems und umfangreiche Dokumentationen des Herstellers ermöglichen den miniaturisierten Nachbau der Elektronik des Atari 1200XL und dazu kompatibler Modelle mit heutigen technischen Mitteln bei gleichzeitig überschaubarem Aufwand. Eine solche moderne Realisierung erfolgte erstmals 2014 – wie bei anderen Heimcomputersystemen auch – als Implementierung auf einem programmierbaren Logikschaltkreis (FPGA) nebst Einbettungssystem. Die Nachbildung mittels FPGA-Technologie war zunächst lediglich als technische Machbarkeitsstudie gedacht, stellte jedoch im Nachhinein auch ihren praktischen Nutzen unter Beweis: Durch die Miniaturisierung und die Möglichkeit des Batteriebetriebs ist sie eine leicht verstaubare, zuverlässig arbeitende und transportable Alternative zur originalen schonenswerten Technik.

## Technische Daten
Im Gehäuse des Atari 1200XL befindet sich eine einzelne Platine, die alle elektronischen und viele mechanische Komponenten wie Buchsen und Stecker des Computers enthält.

### Hauptprozessor
Der Computer basiert auf einer von Atari „Sally“ oder auch „6502C“ genannten Modifikation des 8-Bit-Mikroprozessors MOS 6502. Die CPU kann auf einen Adressraum von 65.536 Byte zugreifen. Der Systemtakt beträgt 1,79 MHz. Die für Atari vorgenommenen Änderungen am originalen 6502-Design halfen, die Anzahl der elektronischen Bauelemente im Computer zu verringern.

### Spezialbausteine zur Erzeugung von Grafik und Ton
Wesentlicher Bestandteil der Rechnerarchitektur sind die drei von Atari entwickelten Spezialbausteine Alphanumeric Television Interface Controller (ANTIC), Graphic Television Interface Adaptor (GTIA) und Potentiometer And Keyboard Integrated Circuit (POKEY). Sie sind funktionell derart konzipiert, dass sie innerhalb ihres Aufgabenbereiches flexibel einsetzbar sind und gleichzeitig die CPU entlasten.

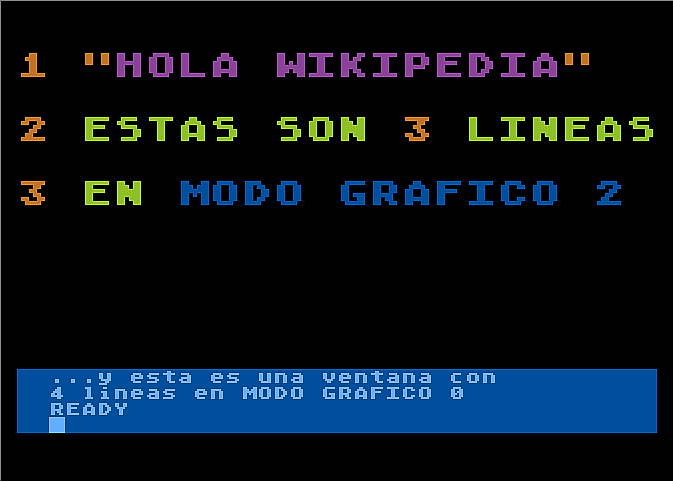
Mischung zweier verschiedener Grafikmodi (Groß- und Normaltext) unter Zuhilfenahme eines Rasterzeileninterruptes

Die beiden Grafikbausteine ANTIC und CTIA/GTIA erzeugen das am Fernseher oder Monitor angezeigte Bild. Dazu sind zuvor vom Betriebssystem oder den Benutzer im Arbeitsspeicher entsprechende Daten in der Form der „Display List“ zu hinterlegen. Der CTIA/GTIA erlaubt unter anderem das Integrieren von maximal acht unabhängigen aber jeweils einfarbigen Grafikobjekten, den Sprites. Diese im Atari-Jargon auch „Player“ und „Missiles“ genannten Objekte werden gemäß benutzerdefinierbaren Überlappungsregeln in das vom ANTIC erzeugte Hintergrundbild kopiert und einer Kollisionsprüfung unterzogen. Dabei wird festgestellt, ob sich die Sprites untereinander oder bestimmte Teile des Hintergrundbildes („Playfield“) berühren. Diese Fähigkeiten wurden – wie sich bereits anhand der Namensgebung „Playfield“, „Player“ und „Missiles“ abzeichnet – zur vereinfachten Erstellung von Spielen mit interagierenden Grafikobjekten und schnellem Spielgeschehen entwickelt. Die Fähigkeiten der beiden Spezialbausteine ANTIC und CTIA/GTIA zusammengenommen verleihen den Darstellungsmöglichkeiten der Atari-Rechner eine von anderen damaligen Heimcomputern unerreichte Flexibilität. Im dritten Spezialbaustein POKEY sind weitere elektronische Komponenten zusammengefasst. Diese betreffen im Wesentlichen die Tonerzeugung für jeden der vier Tonkanäle, die Tastaturabfrage und den Betrieb der seriellen Schnittstelle Serial Input Output (SIO) zur Kommunikation des Rechners mit entsprechenden Peripheriegeräten.
Durch die hochintegrierte Ausführung (LSI) vereinen die Spezialbausteine viele elektronische Komponenten in sich und senken dadurch die Anzahl der im Rechner benötigten Bauteile, was wiederum eine nicht unerhebliche Kosten- und Platzersparnis mit sich bringt. Nicht zuletzt weil ihre Konstruktionspläne nie veröffentlicht wurden, waren sie mit damaliger Technik nicht wirtschaftlich zu kopieren, womit der in der Heimcomputerbranche durchaus übliche illegale Nachbau von Computern für den Atari 1200XL ausgeschlossen werden konnte.
| Grafikstufe | Anzeigeart         | Auflösung (Pixel) | Farben | Speicherbedarf (Bytes) |
| ----------- | ------------------ | ----------------- | ------ | ---------------------- |
| 0           | normaler Text      | 40 × 24           | 2      | 992                    |
| 1           | Großtext           | 20 × 24           | 5      | 672                    |
| 2           | Großtext           | 20 × 12           | 5      | 420                    |
| 3           | Punktgrafik        | 40 × 24           | 4      | 432                    |
| 4           | Punktgrafik        | 80 × 48           | 2      | 696                    |
| 5           | Punktgrafik        | 80 × 48           | 4      | 1176                   |
| 6           | Punktgrafik        | 160 × 96          | 2      | 2184                   |
| 7           | Punktgrafik        | 160 × 96          | 4      | 8138                   |
| 8           | Punktgrafik        | 320 × 192         | 2      | 8138                   |
| 9           | GTIA-Modi          | 80 × 192          | 16     | 8138                   |
| 10          | GTIA-Modi          | 80 × 192          | 9      | 8138                   |
| 11          | GTIA-Modi          | 80 × 192          | 16     | 8138                   |
| 12          | Text (Zeichensatz) | 40 × 24           | 5      | 1152                   |
| 13          | Text (Zeichensatz) | 40 × 12           | 5      | 660                    |
| 14          | Punktgrafik        | 160 × 192         | 2      | 4296                   |
| 15          | Punktgrafik        | 160 × 192         | 4      | 8138                   |

### Speicher und Speicheraufteilung
Der von der CPU und ANTIC ansprechbare Adressraum segmentiert sich beim Atari 1200XL in verschiedene Abschnitte unterschiedlicher Größe. Aus praktischen Gründen ist es üblich, für deren Adressen anstelle der dezimalen Notation die hexadezimale zu verwenden. Ihr wird zur besseren Unterscheidbarkeit üblicherweise ein $-Symbol vorangestellt. Den Adressen von 0 bis 65535 in dezimaler Notation entsprechen im hexadezimalen System die Adressen $0000 bis $FFFF.
Der Bereich von $0000 bis $BFFF ist hauptsächlich für Arbeitsspeicher vorgesehen. Nach dem Einfügen eines Steckmoduls wird jedoch der 8 KB große, inmitten des Arbeitsspeichersegments gelegene Bereich von $8000 bis $9FFF abgeschaltet und dort der Inhalt der im Steckmodul befindlichen ROM-Bausteine eingeblendet. Damit stehen bei der Verwendung steckmodulbasierter Programme wie beispielsweise von der Programmiersprache Atari-BASIC etwa 8 KB Arbeitsspeicher weniger zur Verfügung. Ab $C000 schließt sich das Betriebssystem an. Die Adressen der Spezialbausteine ANTIC, GTIA, POKEY und anderer Hardwarebestandteile befinden sich innerhalb eines von $D000 bis $D7FF reichenden Input/Output Block genannten Segmentes. Von $D800 bis zur oberen Speichergrenze $FFFF sind die restlichen Bestandteile des Betriebssystems untergebracht. Durch die optionale Abschaltung des Festwertspeichers wird der Bereich von $C000-$CFFF und $D800-$FFFF durch Arbeitsspeicher belegt. Damit stehen dem Benutzer maximal 62 KB RAM für eigene Programme zur Verfügung.
Nach dem Einschalten des Rechners liest die CPU die Inhalte der ROM-Bausteine mit dem Betriebssystem aus, wobei ein Atari-Logo auf dem Bildschirm erscheint und der Atari 1200XL nebst angeschlossenen Peripheriegeräten initialisiert wird.

### Schnittstellen für Ein- und Ausgabe
Als Verbindungen zur Außenwelt dienen zwei Kontrollerbuchsen an der linken Seite des Gehäuses, ein koaxialer HF-Antennenanschluss für den Fernseher, ein Schacht zur ausschließlichen Verwendung von ROM-Steckmodulen sowie eine Buchse der proprietären seriellen Schnittstelle (Serial Input Output, kurz SIO). Letztere dient dem Betrieb von entsprechend ausgestatteten „intelligenten“ Peripheriegeräten, wobei ein von Atari speziell für diesen Zweck entwickeltes Übertragungsprotokoll und Steckersystem zum Einsatz kommen. Drucker, Diskettenlaufwerke und andere Geräte mit durchgeschleiften SIO-Buchsen können so mit nur einem einzigen Kabeltyp „verkettet“ angeschlossen werden. Die in vielen anderen Computer- und Peripheriesystemen verwendete serielle RS-232C- oder parallele Centronics-Standardschnittstelle wird über die für den Betrieb mit SIO entwickelte Schnittstelleneinheit Atari 850 zur Verfügung gestellt.
| | Joystickstecker |  | SIO-Stecker |  |
| |                 |  |             |  |
| Ein- und Ausgänge des Atari 1200XL auf der linken Seite und auf der Rückseite, oben rechts Joystick- und SIO-Stecker |                 |  |             |  |

## Peripheriegeräte
Der Atari 1200XL ist grundsätzlich mit allen von Atari früher wie auch später veröffentlichten Peripheriegeräten für die 400, 800 und XL- sowie XE-Reihe betreibbar, die zum Anschluss nicht den bei XL- und XE-Computern herausgeführten Erweiterungsbus benötigen. Im Folgenden wird ausschließlich und auch nur knapp auf die im XL-Design erhältlichen und bis zum Ende der Produktion des Atari 1200XL im Jahre 1983 verwendbaren Peripheriegeräte eingegangen.

### Massenspeicher

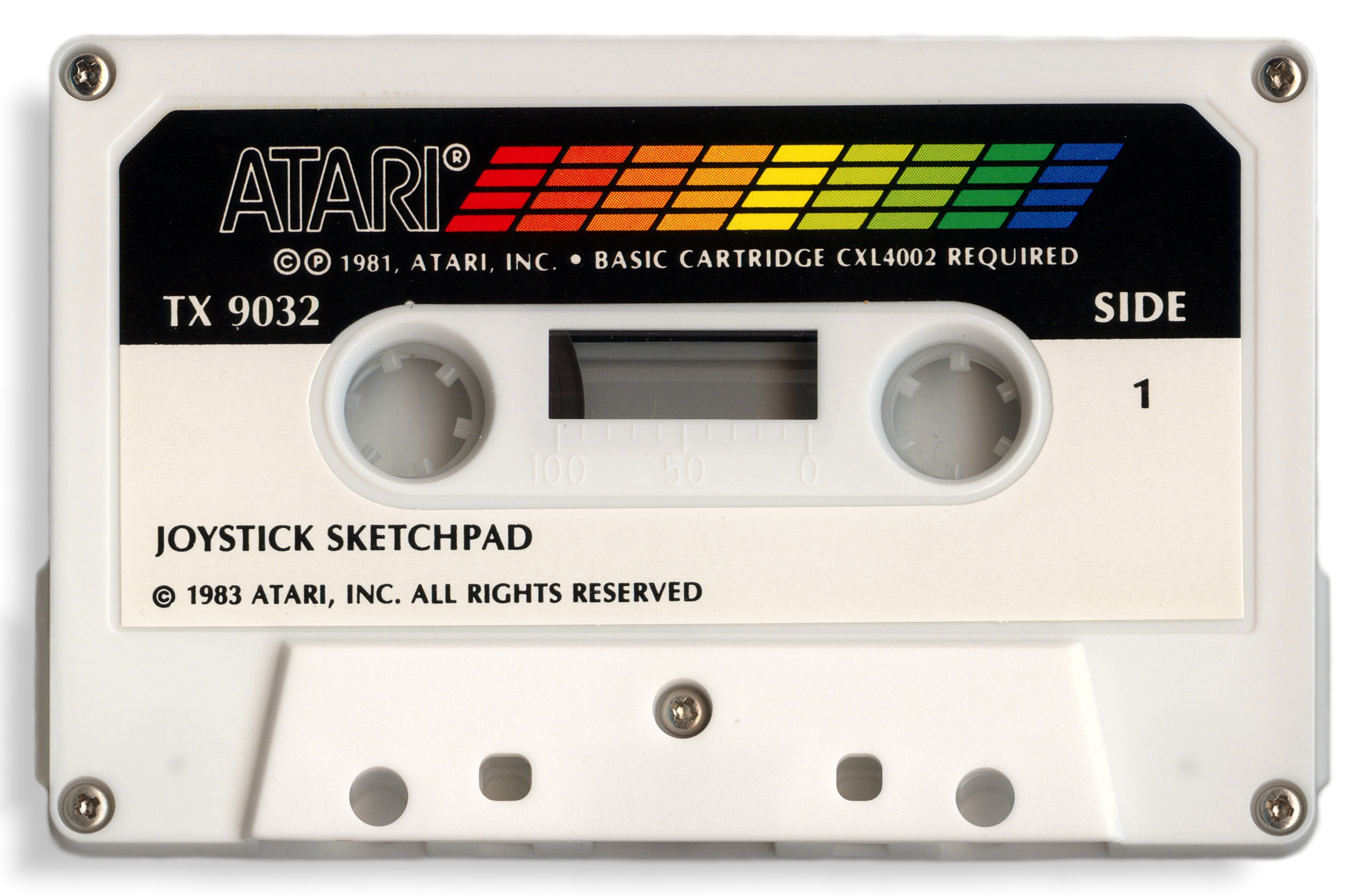
Kompaktkassette
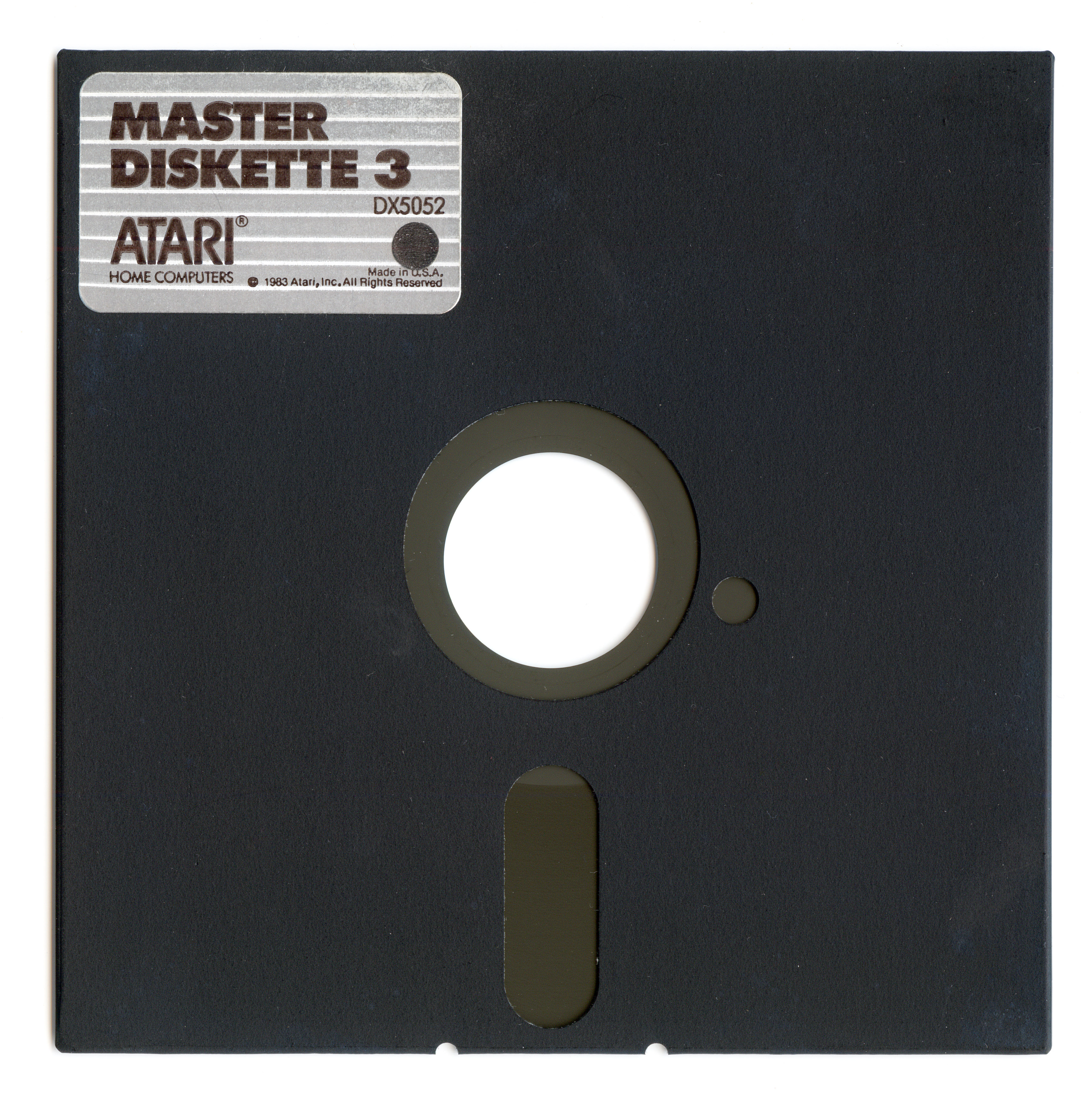
5¼″-Diskette

In Zusammenhang mit vor allem westlichen Heimcomputern der 1980er-Jahre kamen zur Datensicherung hauptsächlich Kassettenrekorder und Diskettenlaufwerke, im professionellen Umfeld bei den Personalcomputern zunehmend auch Fest- und Wechselplattenlaufwerke zum Einsatz. Die günstigste Variante der Datenaufzeichnung durch Kompaktkassetten hat im Allgemeinen den Nachteil niedriger Datenübertragungsraten und damit langer Ladezeiten, wohingegen die wesentlich schnelleren und verlässlicheren Disketten- und Plattenlaufwerke sehr viel teurer in der Anschaffung waren. Bei Veröffentlichung des Atari 1200XL standen ihm Programmrekorder aber auch Diskettensysteme wie etwa die Floppy Atari 810 als Massenspeicher zur Verfügung. Die noch zum Betrieb mit dem Atari 800 geeigneten Festplattensysteme des Anbieters Corvus sind aufgrund einiger beim 1200XL nicht mehr vorhandener Anschlüsse nicht länger verwendbar.

#### Kassettensysteme
Im Gegensatz zu anderen zeitgenössischen Heimcomputern wie beispielsweise dem TRS-80 oder dem Sinclair ZX81 kann der Atari 1200XL zum Speichern von Daten nicht mit handelsüblichen Kassettenrekordern betrieben werden. Vielmehr benötigt er ein auf seine serielle Schnittstelle abgestimmtes Gerät – den Atari 1010 Programmrekorder. Die durchschnittliche Datenübertragungsrate beträgt dabei 600 Bit/s; auf einer 30-Minuten-Kassette finden 50 KB an Daten Platz. Daneben verfügt der Atari 1010 noch über die Besonderheit eines Stereo-Tonkopfes, wodurch parallel zum Lesevorgang das Abspielen von Musik oder gesprochenen Benutzungsanweisungen möglich ist. Aus Gründen der Kosten- und Platzersparnis ist im Gerät kein Lautsprecher verbaut, die Audiosignale werden vielmehr über das SIO-Kabel via POKEY am Fernsehgerät ausgegeben.

#### Diskettensysteme

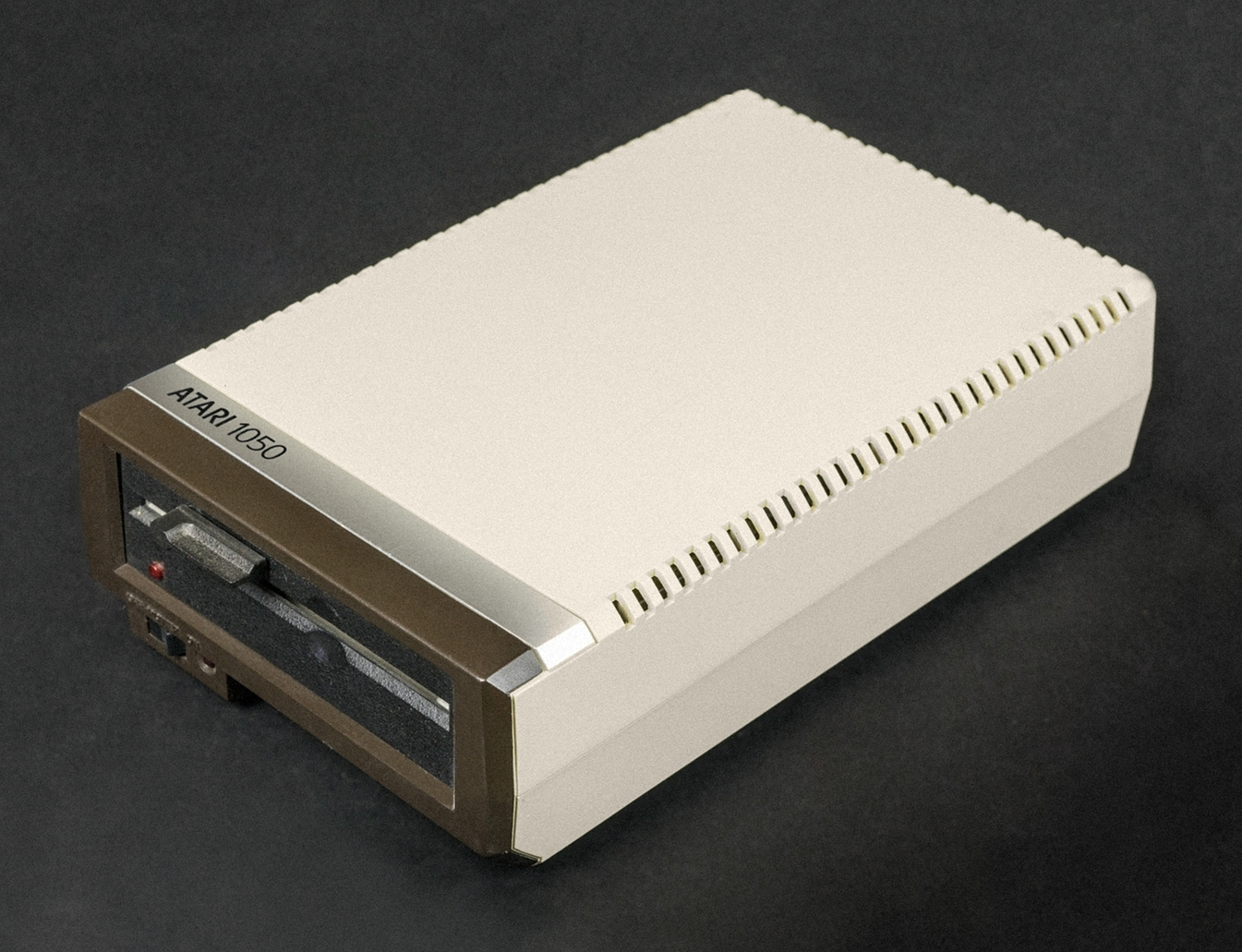
Diskettenlaufwerk Atari 1050

Einige Monate nach Einführung des Atari 1010 Programmrekorders war auch ein auf Ataris SIO-Schnittstelle abgestimmtes Diskettenlaufwerk erhältlich, die Floppystation Atari 1050. Mit dem Atari-1050-Diskettenlaufwerk können 5¼″-Disketten einseitig beschrieben und 127 KB Daten abgespeichert werden. Während des gesamten Produktionszeitraumes wurden vom Hersteller an dem Gerät mehrfach Änderungen vorgenommen beispielsweise an der Laufwerksmechanik.
Zusammen mit Erscheinen des 1200XL war eine Vielzahl kompatibler Diskettenlaufwerke von Drittherstellern erhältlich. Dazu zählen unterschiedlich leistungsstarke Geräte von Percom, Laufwerke mit zusätzlicher Datenspuranzeige von Rana und auch Doppellaufwerke von Astra.

### Ausgabegeräte
Die Bildausgabe des Atari 1200XL kann an einem Monitor oder via eingebautem HF-Modulator am Antenneneingang eines handelsüblichen Farb- oder Schwarz-Weiß-Fernsehgerätes erfolgen.

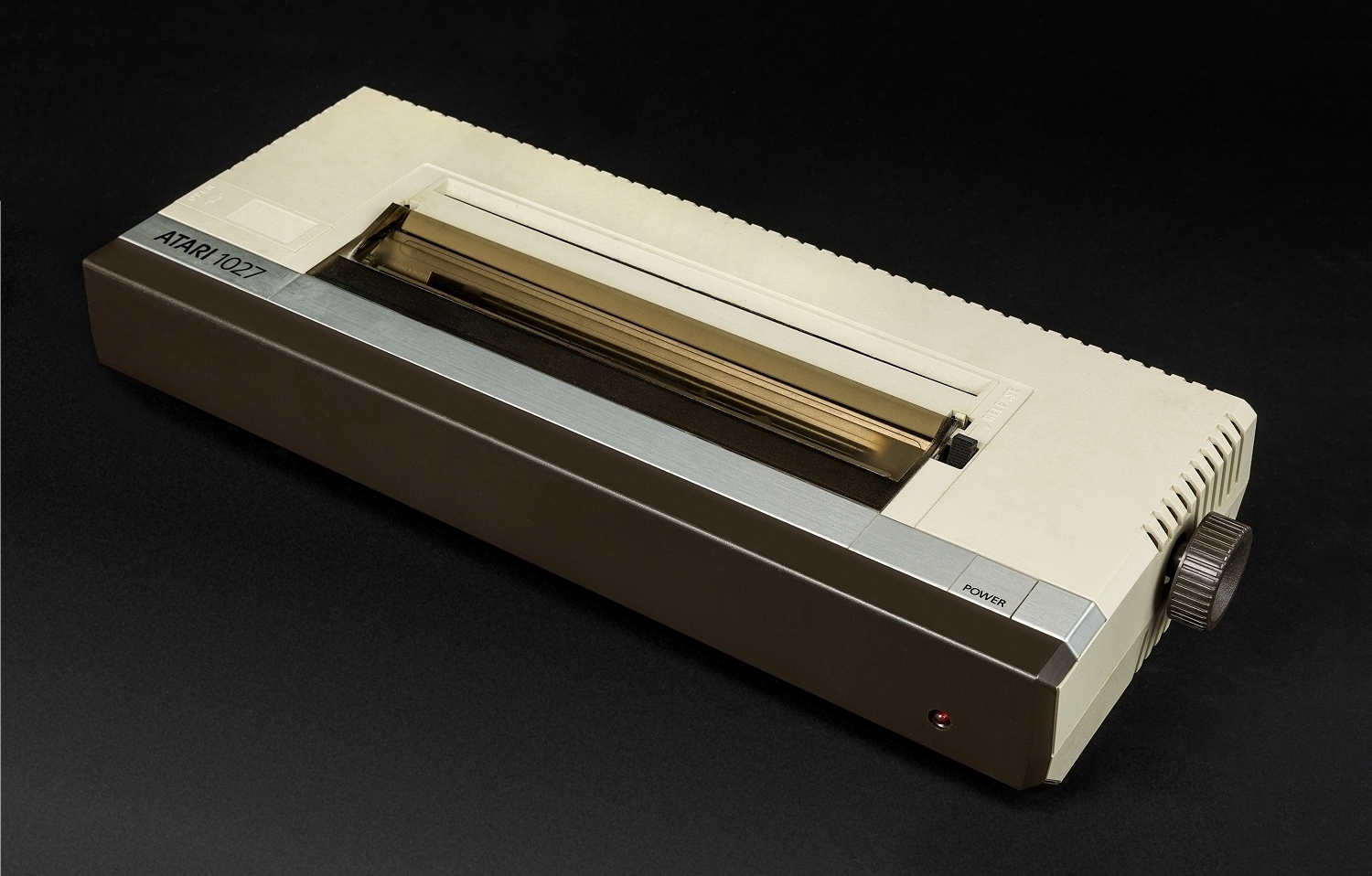
Atari 1027 Drucker

Zur Fixierung von Text und Grafik auf Papier dienen der Vierfarbplotter Atari 1020, der Nadeldrucker Atari 1025 und das mit Kugelkopf ausgestattete Schönschreibmodell Atari 1027. Drucker von Fremdherstellern können nur mithilfe von Zusatzgeräten betrieben werden, da der Atari 1200XL nicht über entsprechende Standardschnittstellen verfügt. Abhilfe lässt sich durch die Zwischenschaltung eines Atari-850-Schnittstellenmoduls schaffen, womit RS-232- und Centronics-Drucker von Epson, Mannesmann und weiteren betrieben werden können.
Daneben existieren von Fremdherstellern eine Fülle von Ausgabezusätzen: Angefangen bei der zur Sprachausgabe gedachten The Voicebox von The Alien Group über eine selbstzubauende 3D-Brille zum Betrachten von stereografischen Inhalten am Fernseher bis hin zum programmierbaren Robotergreifarm werden damals interessierende Teilbereiche bedient.

### Eingabegeräte
Die Tastatur enthält insgesamt 54 Einzeltasten, eine Leertaste, eine Resettaste und zehn Spezialtasten.
Sämtliche weitere Eingabegeräte werden an eine oder mehrere der beiden an der linken Seite des Computergehäuses vorhandenen Kontrollerbuchsen angeschlossen. Dazu zählen Joysticks verschiedener Hersteller, Paddles, spezielle Kleintastaturen, der Trackball-Controller von TG Products und Grafiktabletts von Kurta Corporation und Koala Technologies Corp.

## Software
Wie bei anderen Heimcomputern der 1980er-Jahre auch erfolgte der Vertrieb kommerzieller Software auf verschiedenen Datenträgern. Die insbesondere bei Spieleherstellern beliebten preiswerten Kompaktkassetten waren durch die starke mechanische Beanspruchung des Magnetbandes allerdings sehr anfällig für Fehler und ihr Einsatz war oft mit langen Ladezeiten verbunden. Zudem sind mit Datasetten bestimmte Betriebsarten wie die beispielsweise zum Betrieb von Datenbanken vorteilhafte relative Adressierung nicht möglich. Bei den in der Herstellung vielfach teureren Steckmodulen dagegen standen die darin enthaltenen Programme sofort nach dem Einschalten des Computers zur Verfügung, was insbesondere bei Systemsoftware und oft genutzten Anwendungen von großem Vorteil war. Den besten Kompromiss zwischen Ladezeit, möglichen Betriebsarten, Verlässlichkeit und Speicherkapazität erzielten die Disketten, deren Verwendung bei Veröffentlichung des Atari 1200XL durch Diskettenlaufwerke von Atari und Fremdherstellern unterstützt wurde.
Die Programmpalette für den Atari-1200XL-Computer umfasste neben der von Atari und Atari Program Exchange (APX) vertriebenen Auswahl kommerzieller Programme auch von Drittherstellern entwickelte und in Zeitschriften und Büchern publizierte Software (Listings) zum Abtippen. Die kommerziellen Programme wurden auf Steckmodul, Diskette und Kassette angeboten.
Von der in Umlauf befindlichen Software machten illegale Kopien („Raubkopien“) stets einen großen Teil aus und stellten damit kleinere Softwareentwickler häufig vor existentielle wirtschaftliche Schwierigkeiten. Daraufhin wurden zunehmend Kopierschutzsysteme insbesondere bei Spielen als der meistverkauften Software eingesetzt.

### Betriebssystem
Die Konfiguration und Initialisierung der Atari-1200XL-Hardware nach dem Einschalten beziehungsweise nach einem Reset fällt in den Aufgabenbereich des im Festwertspeicher untergebrachten Betriebssystems. Die Unterprogramme dieses 16 KB umfassenden Operating System (OS) steuern verschiedene Systemprozesse, die auch vom Benutzer angestoßen werden können. Dazu gehören die Durchführung von Ein- und Ausgabeoperationen wie etwa die Tastatur- und Joystickabfrage, Fließkommaberechnungen, die Abarbeitung von Systemprogrammen nach Unterbrechungen (Interrupts) und die Bereitstellung eines Unterprogramms zum Erzeugen der verschiedenen Grafikanzeigemodi. Als Neuerung gegenüber den 400/800-Computern verfügt das Betriebssystem über ein Diagnoseprogramm zum Selbsttest des Computers. Damit kann die Funktionsfähigkeit beispielsweise des Arbeitsspeichers oder der Tonerzeugung getestet werden. Für den Atari 1200XL existieren zwei verschiedene Versionen des Betriebssystems, nämlich „Revision A“ und „Revision B“.
Die Startadressen der einzelnen Unterprogramme sind an zentraler Stelle in Form einer Sprungtabelle zusammengefasst. Diese befindet sich bei allen Atari-Computern stets im selben Speicherbereich, womit die Kompatibilität mit früheren und späteren Betriebssystem-Revisionen gewahrt werden soll. Einige Programme benutzen jedoch entweder aus Unkenntnis ihrer Programmierer oder aus Kopierschutzgründen heraus diese Tabelle nicht, sondern rufen stattdessen die betreffenden Unterroutinen des Betriebssystems direkt auf. Da viele dieser Unterprogramme im Atari 1200XL nun andere Speicherbereiche belegen als noch bei den Vorgängermodellen, führt deren Aufruf an der alten aber ungültigen Speicheradresse unweigerlich zu Programmabstürzen. Aus diesem Grunde werden einige Programme von Drittanbietern nicht korrekt auf dem Atari 1200XL ausgeführt. Atari hat daraufhin mit der Translator Disk ein für den Benutzer kostenfreies Programm veröffentlicht, das die Inkompatibilitätsprobleme des Computers zumindest bis zum nächsten Warmstart behebt.

### Programmiersprachen und Anwendungsprogramme

#### Assemblersprache
Die Erstellung zeitkritischer Actionspiele erforderte Anfang der 1980er-Jahre eine optimale Nutzung der Hardware insbesondere des Arbeitsspeichers. Im Heimcomputerbereich war dies ausschließlich durch die Verwendung von Assemblersprache mit entsprechenden Übersetzerprogrammen, den Assemblern, möglich. Die Auslieferung von Assemblern erfolgte in vielen Fällen mit einem zugehörigen Editor zur Eingabe der Programmanweisungen („Sourcecode“), häufig auch als Programmpaket mit Debugger und Disassembler zur Fehleranalyse.
Mit Veröffentlichung des Atari 1200XL standen diesem verschiedene Assembler zur Verfügung: Atari Assembler, Synassembler (Synapse Software), Atari Macro Assembler (Atari), Macro Assembler Editor (Eastern Software House), Edit 6502 (LJK Enterprises) und der leistungsfähige MAC/65 (Optimized Systems Software).
Programmiereinsteiger zogen in vielen Fällen die übersichtlichen und einfach zu bedienenden, dafür aber weniger leistungsfähigen Programmier-Hochsprachen vor.

#### Hochsprachen

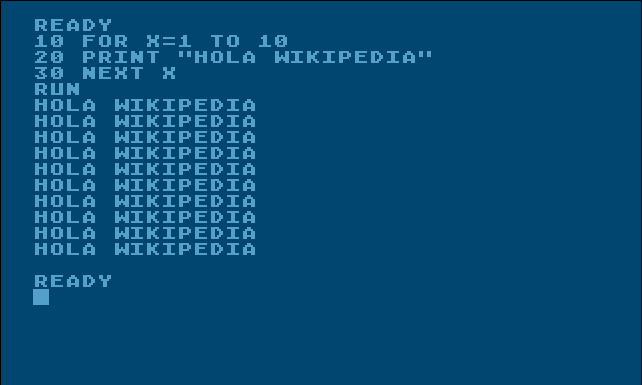
Eingabebildschirm Atari BASIC

Dem von Atari veröffentlichten BASIC standen zwei weitere zur Seite: Das den damaligen Quasi-Standard bildende Microsoft BASIC und ein zum Atari-BASIC abwärtskompatibles Produkt mit dem Namen BASIC A+ von Optimized System Software. Insbesondere BASIC A+ enthält erweiterte Editiermöglichkeiten, Vereinfachungen in der Befehlsstruktur und es ergänzt viele im Atari- und Microsoft-BASIC nicht implementierte Leistungsmerkmale. Dazu zählt beispielsweise eine bequeme Benutzung der Sprites („Player-Missiles-Grafik“) durch eigens dafür bereitgestellte Befehlswörter.
Nachteilig auf die Einsetzbarkeit von BASIC-Programmen wirkten sich die in der Natur des Interpreters liegenden prinzipiellen Beschränkungen wie etwa die geringe Ausführungsgeschwindigkeit und der große Arbeitsspeicherbedarf aus. Diese Nachteile können durch spezielle Programme, BASIC-Compiler, abgemildert werden. Dabei werden ausführbare Maschinenprogramme erzeugt, die ohne BASIC-Interpreter lauffähig sind und damit häufig eine schnellere Ausführung erlauben. Für das Atari BASIC stehen mit ABC BASIC Compiler (Monarch Systems), Datasoft BASIC Compiler (Datasoft) und BASM (Computer Alliance) verschiedene Compiler zur Verfügung.
Neben der Programmiersprache BASIC in ihren verschiedenen Dialekten waren mit Verkaufsstart des Atari 1200XL die Interpretersprachen Atari Logo und Atari PILOT erhältlich. Unterstützt durch Elemente wie die turtle graphics (Schildkrötengrafik) ist mit Logo eine kindgerechte und interaktive Einführung in die Grundlagen der Programmierung möglich. Mit QS-Forth (Quality Software), Extended fig-Forth (APX) und Data-Soft Lisp (Datasoft) reihen sich weitere Programmiersprachen in die Programmpalette für den Atari 1200XL ein.

#### Anwendungssoftware
Die Programmpalette für die Atari-8-Bit-Computer umfasst neben den Programmiersprachen zum Erstellen eigener Applikationen eine im Vergleich zum zeitgenössischen Konkurrenten Apple II lediglich kleine Auswahl an vorgefertigter kommerzieller Anwendungssoftware. Zu den bekanntesten Anwendungsprogrammen zählen VisiCalc (Visicorp, Tabellenkalkulation), The Home Accountant (Continental Software, Buchführung), Atari Writer (Atari, Textverarbeitung), Bank Street Writer (Broderbund, Textverarbeitung) und Letter Perfect (LJK Enterprises, Textverarbeitung).
Einen weiteren Teil der Anwendungen bilden von Benutzern in Eigenregie erstellte Anwendungsprogramme für die unterschiedlichsten Einsatzorte wie etwa in Arztpraxen, Fotostudios, Bekleidungsgeschäften und Museen.

#### Lernprogramme
Entsprechend der Ausrichtung der Vorgängermodelle Atari 400 und 800 auch als Lerncomputer existiert eine Unmenge an Programmen, die dem computergestützten Vermitteln von Lehrinhalten und seiner anschließenden interaktiven Abfrage dienen. Das zu vermittelnde Wissen wird in spielerischer Form mit ständig steigendem Schwierigkeitsgrad präsentiert, um den Lernenden anhaltend zu motivieren. Dabei wird großer Wert auf eine altersgerechte Darbietung gelegt, die von Kleinkindern bis hin zu Studenten reicht. Bei den Jüngsten kommen häufig animierte Geschichten mit comicartigen Charakteren als begleitende Tutoren zum Einsatz, bei Jugendlichen werden abzufragende Lehrinhalte in Abenteuerspiele oder actionsreiche Weltraumabenteuer gekleidet, bei den höherstufigen Lehrinhalten für Studenten und Erwachsene überwiegt hingegen meist lexikalisch präsentiertes Wissen mit anschließender Abfrage nebst Erfolgsbilanzierung. Die von der Software abgedeckten Lerngebiete erstrecken sich auf Lesen und Schreiben, Fremdsprachen, Mathematik, Technik, Musik, Geographie, Demografie, Tippschulen und Informatik. Zu den bekanntesten Herstellern zählen Atari, APX, Dorsett Educational Systems, Edufun, PDI und Spinnaker Software.

### Spiele

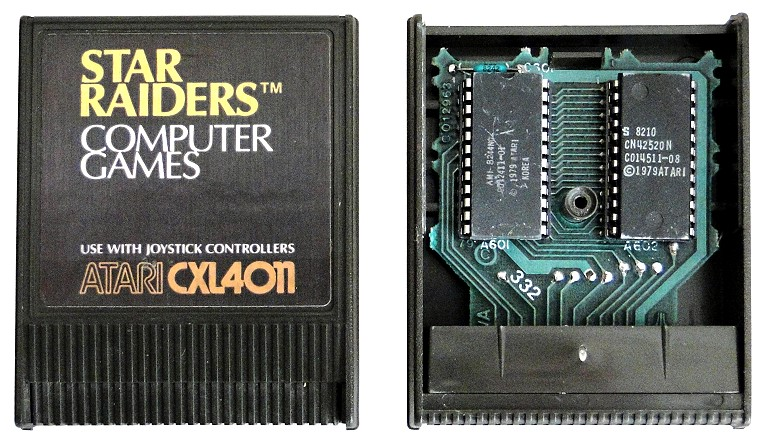
Atari-Spiel Star Raiders als Steckmodul. Das rechte Bild zeigt die im Inneren verbaute Platine mit zwei ROM-Bausteinen, die das Programm enthalten.

Den mit Abstand größten Teil der sowohl kommerziellen als auch frei erhältlichen Atari-Software stellen die Spiele dar. Zu den frühen Shoot-’em-up-Spielen wie etwa dem 1980 herausgebrachten Star Raiders oder der Brettspieleumsetzung 3-D Tic-Tac-Toe gesellten sich bereits ein Jahr später weitere Actionspiele, Adventures und Arcade-Umsetzungen. Sowohl professionelle Hersteller als auch Hobbyprogrammierer profitierten dabei von der Veröffentlichung technischer Dokumentationen seitens Atari, den Programmieranleitungen in den Computermagazinen und -büchern sowie von den mittlerweile aufgekommenen leistungsfähigen Entwicklungswerkzeugen. Unter den publizierten Titeln befanden sich jedoch auch viele schlechte Portierungen von beispielsweise Apple-II-Spielen ohne den unverwechselbaren „Atari-Look“, nämlich eine Mischung verschiedener farbenprächtiger und weich scrollender Grafiken, ergänzt um die typische POKEY-Musik nebst Geräuscheffekten.
Unter den für die Atari-Computer veröffentlichten Spielen befinden sich viele, die bereits in den frühen 1980er-Jahren als Videospieleklassiker galten: Star Raiders (1980), Asteroids (1981) und Pac-Man (1982). Insbesondere das 3D-Spiel Star Raiders galt vielen Spieledesignern der damaligen Zeit als prägendes Erlebnis und Grund, sich für einen Atari-Computer und nicht etwa einen Apple II oder Commodore PET zu entscheiden. In der Folge entstandene Werke wie Miner 2049er (Bill Hogue, Big Five Software, 1982), Eastern Front (1941) (Chris Crawford, APX, 1982), Capture the Flag (Paul Edelstein, Sirius Software, 1983), Archon (John Freemann, Electronic Arts, 1983) und M.U.L.E. (Daniel Bunten, Electronic Arts, 1983) zählen zu den herausragenden Titeln ihrer Zeit und ermöglichten Softwarehäusern wie beispielsweise Microprose und Electronic Arts den raschen Aufstieg zu Branchenriesen.
Zu den damals beliebtesten Spielen für die Atari-Computer gehören neben den Infocom-Abenteuern großteils Shoot-’em-up-Spiele wie Crossfire (Sierra On-Line, 1981) und Blue Max (Synapse Software, 1983), Rennspiele wie Pole Position (Atari, 1983), Kriegssimulationen wie Combat Leader (SSI, 1983), aber auch Grafik-Adventures wie Excalibur (APX, 1983) und Murder on the Zinderneuf (Electronic Arts, 1983).

## Zeitschriften
In den 1980er-Jahren spielten neben den Fachbüchern die Computerzeitschriften für viele Heimcomputerbesitzer eine große Rolle. Die häufig monatlich erschienenen Ausgaben enthielten Testberichte zu Neuheiten, Programmieranleitungen und Software zum Abtippen. Sie dienten weiterhin als Werbe- und Informationsplattform sowie zur Kontaktaufnahme mit Gleichgesinnten.
Speziell mit den Atari-Heimcomputern befassten sich die englischsprachigen Magazine Antic, Analog Computing, Atari Connection und Atari Age; gelegentliche Berichte und Programme für die Atari-Rechner veröffentlichten unter anderem auch die auflagenstarken Byte, Compute! und Creative Computing.

## Emulation
Nach dem Ende der Heimcomputerära Anfang der 1990er-Jahre und mit dem Aufkommen leistungsfähiger und erschwinglicher Rechentechnik Ende der 1990er-Jahre wurden von engagierten Enthusiasten verstärkt Programme zum Emulieren von Heimcomputern und deren Peripheriegeräten entwickelt. Zum Spielen alter Klassiker verschiedener Heimcomputersysteme reichte mithilfe der Emulatoren ein einzelnes modernes System mit Datenabbildern („Images“) der entsprechenden Heimcomputerprogramme. Das Aufkommen der Emulatoren setzte damit u. a. ein verstärktes Transferieren von sonst möglicherweise verloren gegangener Software auf moderne Speichermedien in Gang, womit ein wichtiger Beitrag zur Bewahrung digitaler Kultur geleistet wird.
Als leistungsfähigste Emulatoren für Windows und Linux-Systeme gelten Atari++, Atari800Win Plus, Mess32 und Altirra.

## Rezeption

### Zeitgenössisch
Bereits kurz nach Vorstellung des Computers häuften sich kritische Stimmen, die dem Atari 1200XL vorwarfen, keine signifikanten Verbesserungen gegenüber dem Atari 800 aufzuweisen. Differenziertere Rezensionen begrüßten dagegen das neue und ansprechende Gehäusedesign („it is by far the best looking of the current crop of home computers“), den Selbsttest, die prinzipielle Kompatibilität zu den alten Modellen Atari 400 und 800 sowie die Spezialtasten. Wenig Gefallen fanden allerdings die zwei weggefallenen Joystickanschlüsse, die Reduktion auf nur einen Modulschacht und vor allem die fehlende Erweiterbarkeit durch den Benutzer. Bill Wilkinson drückte es in pointierter Form folgendermaßen aus: „Goodbye, 80 columns cards. Goodbye Ramdisks, and the like. Goodbye, Corvus harddisk drive.“ Und so sollte sich bei den Empfehlungen der Kaufpreis als Zünglein an der Waage erweisen:

“So how do I rate the 1200XL in overall features and performance? Quite honestly, it depends entirely on what the price of the machine is. At anything under $450, it’s a terrific bargain. […] it should be able to sell for half the cost of the 800. However, the indications are that the price of the 800 will be dropped and that the 1200 will cost more than the 800. If so, buy an 800 quick!”

„Wie bewerte ich nun den Atari 1200XL in seiner Gesamtheit und Leistungsfähigkeit? Ganz ehrlich, es hängt nur vom Preis des Gerätes ab. Für alles unter 450 US-Dollar wäre es ein tolles Schnäppchen. […] und ein Preis zur Hälfte des vom [Atari] 800 sollte durchaus möglich sein. Es sieht jedoch so aus, als ob der Preis des 800 fallen würde und der 1200 teurer als der 800 sein wird. Falls dem so sein sollte, dann schlagen Sie lieber schnell beim 800 zu!“

Stünden spezielle Ansprüche des Benutzers (Arbeitsspeicher, Software-Bibliothek, Grafik und Ton) im Vordergrund, so könne die Anschaffung jedoch durchaus sinnvoll sein:

“If you need the extra RAM, then you may have to seriously consider the 1200.”

„Wenn Sie das extra RAM gebrauchen können, sollte dagegen die Anschaffung des 1200 ernsthaft in Erwägung gezogen werden.“

“For educators, the Atari 1200XL may be an acceptable system, since it currently has lots of interesting software […] Game players will, as always, go for the Atari’s great player-missile graphics and blockbuster arcade adaptions. […] Those who wish to learn BASIC and beginning computing should look for a machine that already includes BASIC. Those who want expandibility, 80-column text and business software should look elsewhere also.”

„Für Pädagogen könnte der Atari 1200XL durch die vielen interessante Programme ein brauchbares System sein […] Spieler haben es sicher wie immer auf die großartige Player-Missile-Grafik und Top-Arcadeumsetzungen abgesehen […] Diejenigen jedoch, die BASIC lernen oder in die Computerei einsteigen wollen, sollten sich nach einem Gerät mit eingebautem BASIC umsehen. Auch diejenigen, die Erweiterbarkeit, 80-Zeichen-Text und Geschäftsprogramme benötigen, sollten woanders schauen.“

Eine Besonderheit in puncto Wertschätzung stellt eine vom Juwelier veredelte Variante des Atari 1200XL im damaligen Wert von 250.000 US-Dollar dar. Die meisten US-amerikanischen Atari-Anwendergruppen konnten dem Gerät dagegen nicht viel abgewinnen: Die ähnliche Aussprache des vokalisierten XL mit dem für wirtschaftlichen Misserfolg schlechthin stehenden Wort Edsel führte alsbald zum Spottnamen 1200 Edsel, der vor allem in den Mailboxen als beliebten Zentren des Informationsaustausches allgegenwärtig war.

### Retrospektiv

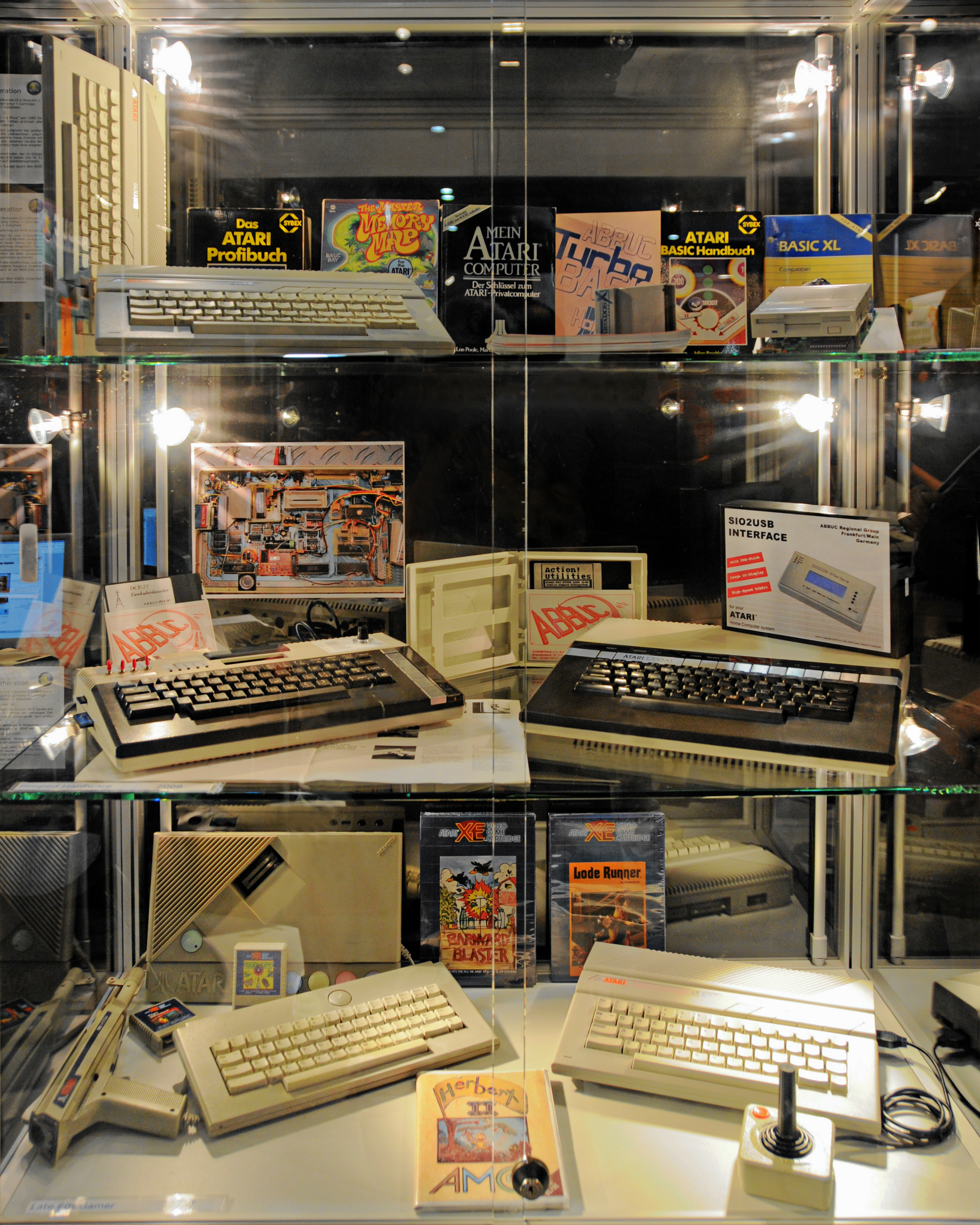
Ausstellungsvitrine des ABBUC-Computerclubs auf der Games Convention in Leipzig (2008) mit diversen Atari-8-Bit-Modellen, u. a. dem Atari 1200XL (Mitte rechts)

Rückblickend herrscht weitestgehend Einigkeit darüber, dass der Atari 1200XL gegenüber seinen Vorgänger- und Konkurrenzmodellen eine Vielzahl von Nachteilen, aber auch einige Vorteile aufweist. Dies betrifft insbesondere die hochwertige Tastatur („Atari’s 1200XL is generally considered to have the best keyboard“) und das seinesgleichen suchende äußere Erscheinungsbild („most beautifully designed of all of the 8-bit era computer systems“). Als Ursache für die aus seiner Sicht gravierenden Mängel macht Jimmy Maher die überhastete Entwicklung und Produktion des Atari 1200XL inmitten der heißen Phase des Heimcomputerkriegs gegen den Commodore 64 verantwortlich:

“In a desperate attempt to field a counterargument to the 64, Atari rushed into production early in 1983 their first new computer since introducing the 400 and 800 more than three years before. Thanks to a bank-switching scheme similar to that of the 64, the Atari 1200XL matched that machine’s 64 K of memory. Unfortunately, it was in almost every other respect a disaster.”

„In einem verzweifelten Versuch, dem 64 etwas entgegenzusetzen, begann Atari Anfang 1983 unter großem Zeitdruck mit der Herstellung seines ersten neuen Computers seit Einführung des 400 und 800 drei Jahre zuvor. Dank einer [Speicher]Bankumschaltungstechnik ähnlich der des 64, konnte der Atari 1200XL zumindest was die 64 KB Arbeitsspeicher anbelangte, gleichziehen. In fast allen anderen Belangen versagte er unglücklicherweise jedoch völlig.“

Mike Knotts dagegen schätzt den 1200XL als ein Gerät ein, das zweifellos über Schwächen verfügte, die jedoch im Rahmen der damaligen Konkurrenzsituation ungerechtfertigt übertrieben herausgestellt worden seien. Er sieht in dem Computer vor allem eine große Hilfe zum Erkaufen von Zeit in einer wirtschaftlich schwierigen Situation, mit der sich Atari damals konfrontiert sah:

“The legacy of the 1200XL should not be tied-up in ‘what could have been’ and the Sweet-Sixteen Project. It should be viewed as the machine that allowed Atari enough time to develop a strategy to stay alive. The strategy they chose, while it scarified [sic!] much, did allow Atari to continue as the only viable challenger to the home computer dominance of the C64.”

„Das Vermächtnis des 1200XL sollte nicht an der Frage nach dem, was hätte sein können oder am Projekt Sweet-Sixteen festgemacht werden. Vielmehr sollte er als Gerät gesehen werden, das Atari genügend Luft im Überlebenskampf verschaffte. Diese aufopfernde Strategie ermöglichte es Atari nämlich später als einzigem ernstzunehmenden Herausforderer, gegen die Marktmacht des C64 zu bestehen.“